# District de Solwezi
Le district de Solwezi est un district de Zambie, situé dans la Province Nord-Occidentale. Sa capitale se situe à Solwezi. Selon le recensement zambien de 2000, le district a une population de 203 797 personnes.